# Chiesa di Sant'Andrea Apostolo (Orani)
La chiesa di Sant'Andrea Apostolo è la parrocchiale di Orani, in provincia di Nuoro.

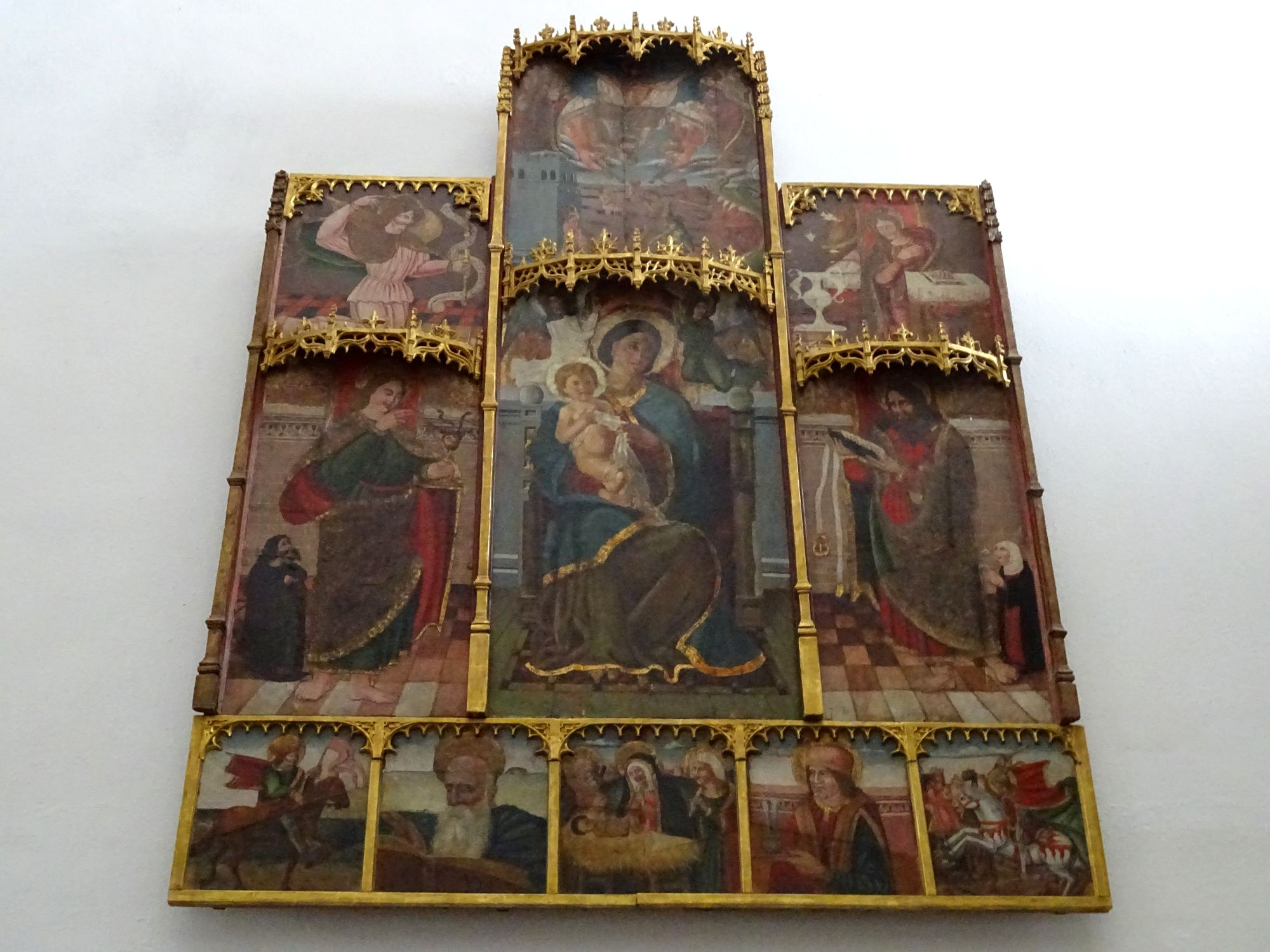
Retablo del XVI secolo

## Storia e descrizione
La costruzione di una nuova chiesa parrocchiale a Orani, si rese necessaria in seguito all'abbandono, già agli inizi del XIX secolo, della vecchia parrocchiale di Sant'Andrea. Ciò nonostante, l'erezione del nuovo imponente tempio, in stile neoclassico, iniziò solamente a partire dal 1747, sotto la direzione di Giacomo Galfrè, architetto nuorese, e si protrasse sino al 1807, a causa di un contenzioso tra impresa e comune che provocò un'interruzione dei lavori.
La chiesa sorge in cima a una monumentale scalinata. La facciata è preceduta da un pronao tetrastilo. L'interno si presenta ampio, con pianta a croce greca; all'incrocio dei bracci si innalza la cupola semisferica, dotata di lanterna. Alcune opere d'arte custodite nella chiesa provengono dall'antica parrocchiale, come il pulpito marmoreo (XVII secolo), o da altre chiese cittadine (il pulpito ligneo, proveniente dalla chiesa del Rosario). Da menzionare sono anche un retablo risalente al XVI secolo e le tele di Mario Delitala (Gloria di Sant'Andrea) e Stanis Dessy.